# Панамериканская конфедерация софтбола
Панамериканская конфедерация софтбола (англ. Pan American Softball Confederation; исп. Confederación Panamericana de Softbol Amateur, сокр. СONPASA) — структура, управляющая софтболом в странах Америки. Объединяет 33 национальные федерации. Представляет Всемирную конфедерацию бейсбола и софтбола (WBSC) на американском континенте.
CONPASA объединяют с Панамериканской конфедерацией бейсбола под общим названием WBSC Americas, хотя обе организации сохранили свою независимость.

## История
Панамериканская конфедерация софтбола (СONPASA) основана 3 июля 1979 года в Сан-Хуане (Пуэрто-Рико) национальными ассоциациями 10 стран во время проведения VIII Панамериканских игр, в программе которых состоялся дебют софтбола на Играх.
В 1981 в Венесуэле прошёл первый Панамериканский чемпионат среди мужских национальных сборных команд. Аналогичные женские турниры проходят с 1982 года.
С 2002 проводятся Панамериканские чемпионаты среди женских юниорских сборных команд.

### Президенты СONPASA
- 1979—1981 —  Исмаэль Вильяфанье
- 1981—2006 —  Кловис Лодевейкс
- 2008—2014 —  Хесус Суниага
- с 2014 —  Томми Веласкес

## Структура СONPASA
Высший орган Панамериканской конфедерации софтбола — Генеральная ассамблея.
Для решения задач, поставленных Ассамблеей перед СONPASA, а также уставных требований, делегаты Ассамблеи избирают Исполнительный совет из 9 членов, который проводит в жизнь решения Ассамблеи, а также организует повседневную деятельность СONPASA. Руководит его работой президент СONPASA. Кроме президента в состав Совета также входят 2 вице-президента, генеральный секретарь, казначей и 4 члена от региональных конфедераций. 
Для решения специальных задач, стоящих перед СONPASA, в её структуре созданы постоянные комиссии.
В составе Панамериканской конфедерации софтбола существуют также 4 региональные конфедерации: Центральноамериканская и Карибская, Центральноамериканская, Южноамериканская, Англоязычных стран Карибского бассейна.

### Руководство СONPASA
- Томми Веласкес — президент
- Хасинто Киприота — вице-президент
- Мария Сото — вице-президент
- Ванесса Эндо — генеральный секретарь

## Официальные соревнования
В рамках своей деятельности Панамериканская конфедерация софтбола отвечает за проведение следующих турниров:
- Софтбольные турниры в рамках Панамериканских игр — один раз в 4 года в предолимпийский сезон;
- Панамериканские чемпионаты среди национальных сборных команд — один раз в 4 года по чётным (мужчины) и нечётным (женщины) годам;
- Панамериканские чемпионаты среди женских юниорских сборных команд — один раз в 4 года по чётным годам.

## Члены СONPASA
В скобках после названия страны указана национальная ассоциация или ассоциации этой страны, являющиеся членами COPABE: бс — объединённая бейсбольно-софтбольная, с — софтбольная.
| - Американские Виргинские острова (с) - Аргентина (с) - Аруба (с) - Багамские Острова (с) - Белиз (с) - Боливия (бс) - Бразилия (бс) - Британские Виргинские острова (бс) - Венесуэла (с) - Гаити (бс) - Гватемала (с) | - Гондурас (с) - Доминиканская Республика (с) - Каймановы острова (с) - Канада (с) - Колумбия (с) - Коста-Рика (с) - Куба (бс) - Кюрасао (с) - Мексика (с) - Никарагуа (с) - Панама (с) | - Перу (с) - Пуэрто-Рико (с) - Сальвадор (с) - Синт-Мартен (бс) - США (с) - Теркс и Кайкос (с) - Тринидад и Тобаго (бс) - Уругвай (с) - Чили (бс) - Эквадор (с) - Ямайка (с) |